# In due s'indaga meglio
In due s'indaga meglio (Agatha Christie's Partners in Crime) è una serie televisiva britannica in 10 episodi trasmessi per la prima volta nel corso di una sola stagione dal 1983 al 1984. La serie, ispirata alla raccolta di racconti brevi di Agatha Christie pubblicata nel 1929, Tommy e Tuppence: in due s'indaga meglio (Partners in crime), è stata anticipata nel 1983 dal film TV Avversario segreto, con protagonisti sempre Francesca Annis e James Warwick.

## Trama
Tommy e Tuppence Beresford sono due coniugi britannici che hanno da poco preso in gestione un'agenzia investigativa con sede a Londra. Ogni episodio presenta uno dei racconti del libro. Tra questi ci sono episodi che vedono i due coinvolti nella ricerca di gioielli dispersi, nell'indagine su dei poltergeist e una storia su alcuni cioccolatini avvelenati.

## Personaggi
- Tuppence Beresford (10 episodi, 1983-1984), interpretata da Francesca Annis.
- Tommy Beresford (10 episodi, 1983-1984), interpretato da James Warwick.
- Albert (9 episodi, 1983-1984), interpretato da	Reece Dinsdale.
- Ispettore Marriott (4 episodi, 1983-1984), interpretato da Arthur Cox.

## Produzione
La serie è stata prodotta da London Weekend Television.  Le musiche sono state composte da Joseph Horovitz.

### Registi
Tra i registi della serie sono accreditati:
- Christopher Hodson (5 episodi, 1983-1984)
- Paul Annett (3 episodi, 1983-1984)
- Tony Wharmby (2 episodi, 1983)
- John A. Davis

## Distribuzione
La serie fu trasmessa in Gran Bretagna dal 1983 al 1984 sulla rete televisiva Independent Television. In Italia è stata trasmessa da Rai 2 a partire dal 26 dicembre 1984.
Alcune delle uscite internazionali sono state:
- nel Regno Unito il 16 ottobre 1983 (Agatha Christie's Partners in Crime)
- negli Stati Uniti il 29 novembre 1984
- in Spagna (Compañeros en el crimen)
- in Germania Ovest (Detektei Blunt)

## Episodi
| Stagione       | Episodi | Prima TV UK | Prima TV ITA |
| -------------- | ------- | ----------- | ------------ |
| Prima stagione | 10      | 1983-1984   | 1985         |